# Gerätegeld
Als Gerätegeld bezeichnet man eine vormünzliche metallene Geldform (prämonetär) mit ursprünglich zusätzlichen praktischen Gebrauchswertfunktionen. Sie war als allgemeiner Wertmaßstab (Geldeinheit), als Wertaufbewahrungsmittel (siehe Hortfund), als Lehns- oder Tributabgabe und Steuer üblich. Das Gerätegeld war in wirtschaftlich gering entwickelten menschlichen Gemeinschaften neben Naturalien als allgemeines Zahlungsmittel weit verbreitet. Neben dem Gerätegeld gibt auch andere prämonetäre Zahlungsmittel.

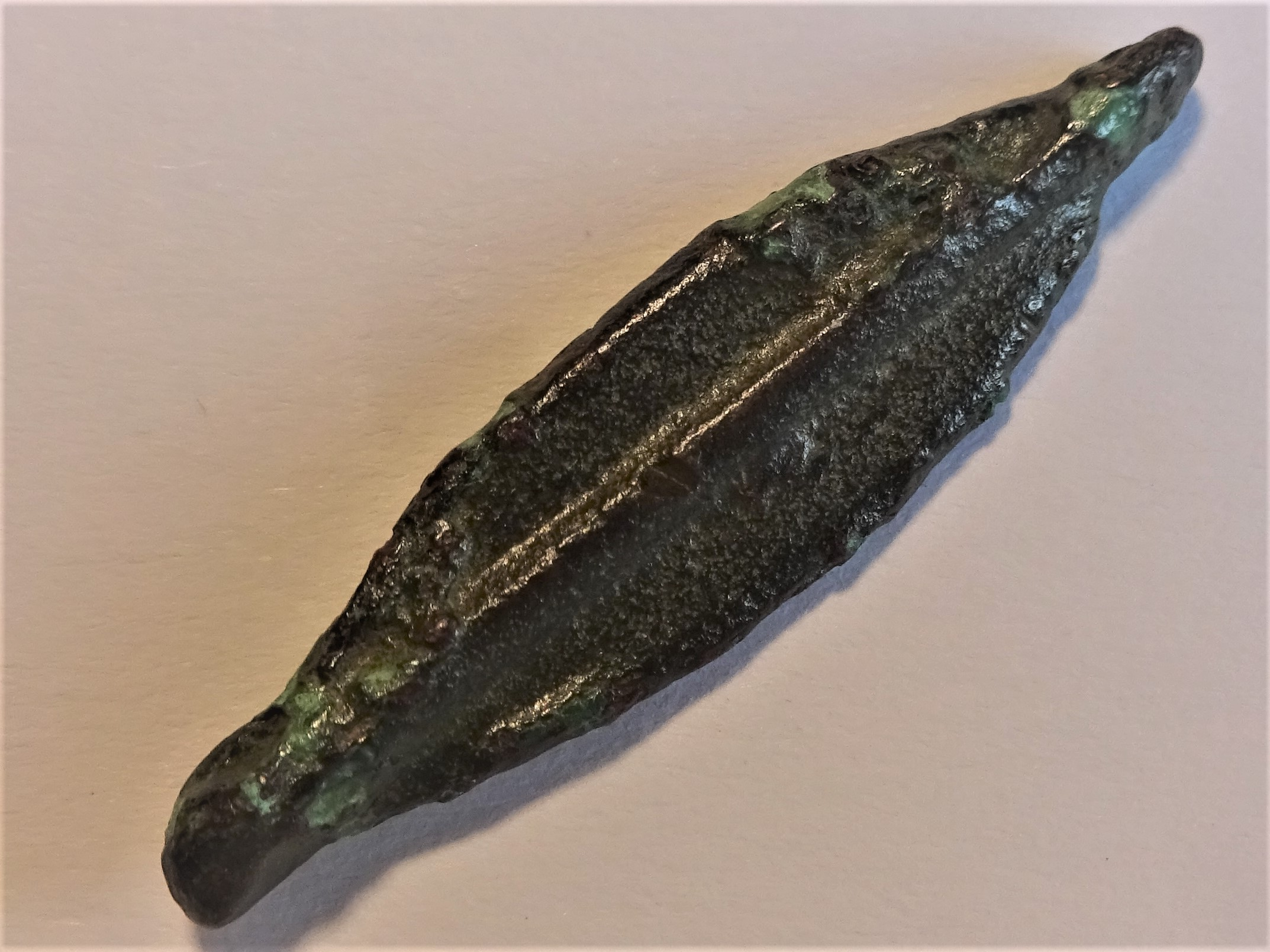
Pfeilähnliches prämonetäres antikes Zahlungsmittel aus Bronze, Schwarzmeerregion

Die Periode des Gerätegeldes erstreckte sich zeitlich von den Urgesellschaften aller Regionen bis hin zum Anfang des 20. Jahrhunderts (Afrika, Indochina, Südseeinseln). Gerätegeld spricht dafür, dass Geld ursprünglich keine abstrakte Vorstellung war, sondern die Idee des Geldes als universelles Tauschmittel sich aus ganz konkreten Gegenständen entwickelt hat, die erst im Laufe der Zeit Geldfunktionen übernahmen.
Als Gerätegeld kamen vorwiegend Waffen (Speerspitzen, Pfeilspitzen, Wurfeisen, Schwerter, Messergeld) oder Werkzeuge (Hacken, Beile, Pflugscharen) zunächst aus Stein, später aus Bronze oder Eisen vor. Auch Schmuck (Ringe, Gewandfibeln, Armreife etc.) aus Bronze oder Edelmetallen kann teilweise als Gerätegeld angesehen werden. Gerätegeld stellt im Gegensatz zum reinen Naturalientausch eine höhere Stufe in der Entwicklung hin zum Münzgeld dar. Man kann im Gerätegeld andererseits auch schon eine Form des Metall-Barrengeldes sehen. Gerätegeld konnte auch als Rohstoff für andere Waren dienen.
Erste Hinweise auf Briquetagen (Tonziegelformen zur Salzgewinnung) und Salzbarren mit Tauschfunktion finden sich seit der Jungsteinzeit. In Mittel- und Westeuropa wird in auf Hochglanz polierten Jadebeilen (die aus Jadeit, Omphacit oder Eklogit bestehen können) eine Art Herrschaftswährung vermutet, von denen ca. 1800 Exemplare erhalten sind und zwischen 5500 und 3700 v. Chr. hergestellt wurden. Die meisten dieser Jadebeile stammen aus der Bretagne und den italienischen Westalpen wurden aber auch weit davon entfernt gefunden, so in Dänemark, Großbritannien, der iberischen Halbinsel, Deutschland und sogar bis zum Schwarzen Meer. In Osteuropa wurden dagegen Goldobjekte und Kupferbeile als Tauschmittel eingesetzt. Mit Ausnahme einer kleinen Mischzone im heutigen Mitteldeutschland handelte es sich um zwei voneinander getrennte „Währungsgebiete“. Ab etwa 2000 v. Chr. wurden aus Bronze gegossene Beile und Ösenhals- und Spangenbarren mit einer Tendenz zu einer Gewichtsnormierung als Tauschmittel eingesetzt. Aus dem Umstand, dass diese Barren sehr häufig in Zehnerbündeln zusammengefasst wurden, wird auch eine Form der Normierung vermutet. Es kommen, wenn auch selten, aber auch Zwölfer-, Achter- und Elferbündel vor. Vor Einführung des Münzgelds wurde in Griechenland seit dem 8./7. Jahrhundert v. Chr. der eiserne Bratspieß (obolós) als Zahlungsmittel verwandt. Als Grabbeigaben und Hinterlegungen in Heiligtümer finden sich diese Spieße häufig auch gebündelt, wobei Fünfer- und Dreierbündel deutlich dominieren, was als Indiz in Richtung einer Normierung gewertet wird. In Sparta behielten diese Bratspieße ihre Geldmittelfunktion länger als in anderen griechischen Stadtstaaten, nämlich bis in das 4. Jahrhundert v. Chr.
Späte Formen des Gerätegeldes sieht man schon die Entwicklung hin zum Münz- oder Barrengeld an, da sie meist nicht mehr ihre ursprüngliche Funktion als Werkzeug oder Waffe ausüben konnten, z. B. die verkümmerten „Spatenblätter“ des chinesischen Spatengeldes, das aus Bronze bestand. So sind zum Beispiel pfeilspitzenähnliche prämonetäre Zahlungsmittel deutlich zu stumpf um als Pfeilspitzen Verwendung finden zu können. Ohne scharfe Spitze und Schneiden waren die Verletzungsgefahr im Zahlungsverkehr und der Produktionsaufwand aber geringer. Es kam bei diesen Zahlungsmitteln nur auf den Materialwert an, der dem des Vorbildes entsprach.